# Březnice (Boemia centrale)
Březnice è una città della Repubblica Ceca facente parte del distretto di Příbram, in Boemia Centrale. Nel suo territorio ha sede lo storico birrificio Herold.

## Storia
La città è citata per la prima volta nel 1224.

## Monumenti e luoghi d'interesse

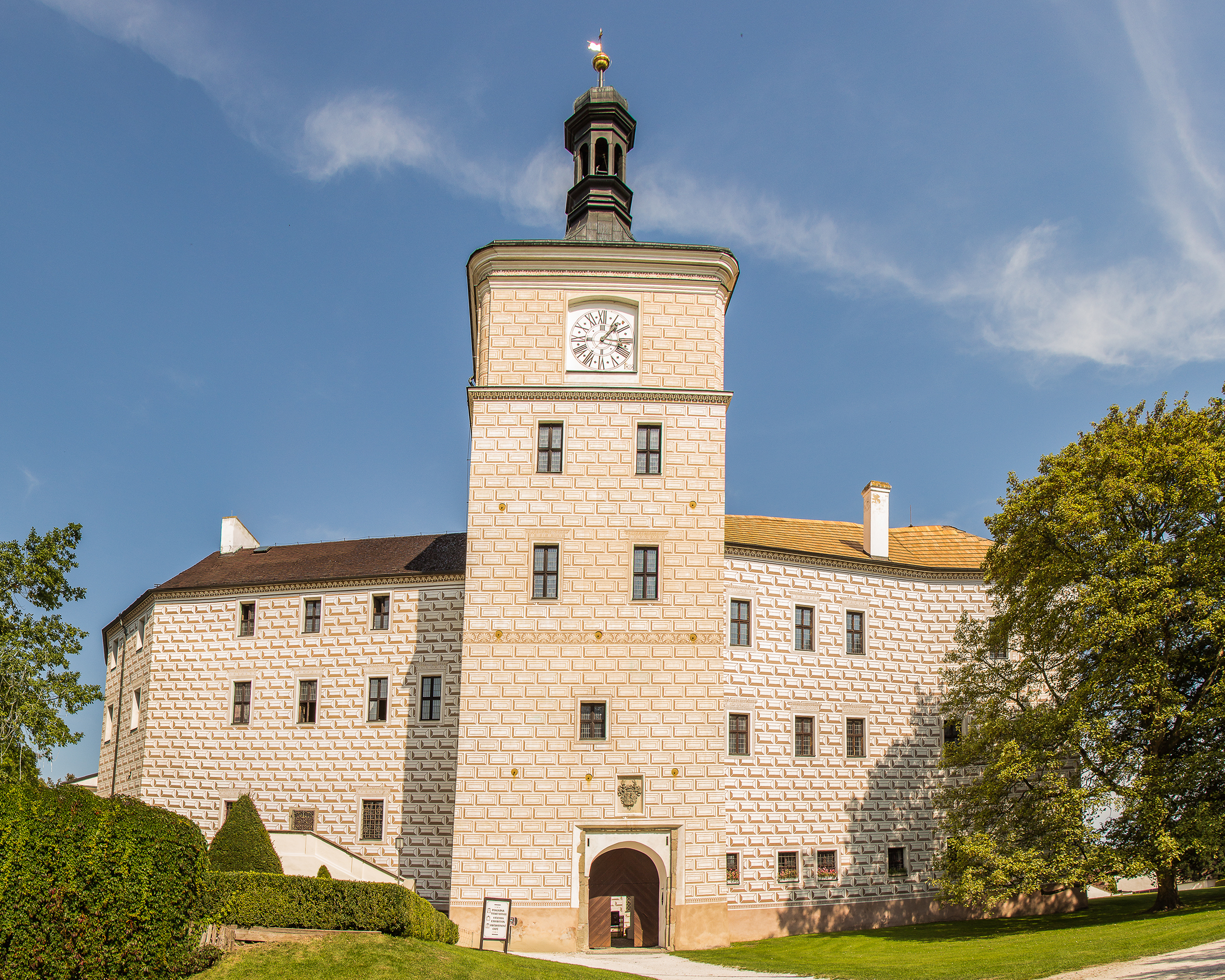
Ingresso al castello

- Castello di Březnice. Si tratta di un castello rinascimentale dell'epoca dei signori di Lokšany e degli Janíšek di Újezd.[3] In precedenza, nel sito si trovava una rocca gotica della prima metà del XIII secolo. Gli interni storici risalgono ai secoli dal XVI al XIX, e comprendono aree di rappresentanza, un'ampia sala dei banchetti, la rarissima biblioteca dei Lokšany inaugurata nel 1558 e l'armeria. Il parco presenta un particolare interesse naturalistico e paesaggistico.